# Тейлор, Генри Милтон
Сэр Генри Милтон Тейлор (англ. Henry Milton Taylor; 4 ноября 1903, Кларенс-Таун, Лонг-Айленд, Багамские острова — 24 февраля 1994) — государственный деятель Багамских островов, генерал-губернатор (1988—1992).

## Биография
- 1924—1934 гг. — Работал преподавателем в школе.
- 1949 г. — Избирается в орган самоуправления Лонг-Айленда и Раггед-Айленда.
- 1953 г. — Стал соучредителем и организатором Прогрессивной либеральной партии (ПЛП), первой объединённой политической партии на Багамах.
- 1953—1963 гг. — Председатель национального совета ПЛП, затем — почетный председатель партии.
- 1960 г. — Избирается депутатом Палаты собрания, в 1962 г. вместе с другими депутатами добивается от британского правительства наделения избирательным правом багамских женщин.
- 1961—1962 гг. — Член совета по развитию туризма.
- 1968—1978 гг. — Проживал во Флориде, работая над мемуарами.
- 1979—1981 гг. — Редактор Хансарда (печатной стенограммы парламентских дебатов в Вестминстерской системе управления).
- 1980 г. — Возведен королевой Елизаветой II в рыцарское достоинство.[1]
- 1981—1988 гг. — Заместитель генерал-губернатора.
- 1988—1992 гг. — Генерал-губернатор Багамских островов.
- С 1992 г. — Находился на пенсии.